# Château-Fromage
Pour les articles homonymes, voir Château-Fromage (Vendée).
Château-Fromage est un hameau sur le territoire de la commune de Bignoux, dans le département de la Vienne en France. Un château du milieu du XIIIe y a été édifié et fait partie de l'Inventaire général du patrimoine culturel. 
Château-Fromage est également le nom d'un fief lié aux revenus d'une terre et à une très ancienne habitation, Domus de Castro Casei,  située sur le territoire de Champigny-le-Sec, commune où se trouve le dolmen de Fontenaille classé Monument historique.
Le nom de Château-Fromage s'expliquerait par l'histoire du Haut-Poitou antérieure à l'an mil et par la présence dans cette région de combattants maures qui étaient accompagnés de troupeaux de chèvres et ont introduit ces animaux dans la région. Il correspondrait à une habitation quelque peu fortifiée ou conçue pour mener une existence indépendante, où l'on fabriquait du fromage de chèvre. 
Les Maures firent irruption dans le monde occidental lors de l’invasion de l'Espagne en 711 par l'armée berbère envoyée par le gouverneur arabe de l'Afrique du Nord pour le compte du calife de Damas. Ils ont poursuivi leurs incursions par delà les Pyrénées, avant d'être stoppés dans leur élan en 732 lors de la célèbre bataille de Poitiers.